# Çarşamba Çayı
 (juin 2025).
Si vous disposez d'ouvrages ou d'articles de référence ou si vous connaissez des sites web de qualité traitant du thème abordé ici, merci de compléter l'article en donnant les références utiles à sa vérifiabilité et en les liant à la section « Notes et références ».
Pour les articles homonymes, voir Çarşamba.
La Çarşamba Çayı (rivière du mercredi en turc) est une rivière endoréique de Turquie qui coule en aval des Monts Taurus, du sud-ouest vers le nord-est et qui se perd dans les plaines proches de Konya. Elle est coupée par le barrage d'Apa. Elle prend sa source dans le Lac de Beyşehir.